# Bartolomeo Laurenti
Bartolomeo Girolamo Laurenti (* um 1644 in Bologna; † 18. Januar 1726 ebenda) war ein italienischer Violinist und Komponist des Barocks.

## Leben

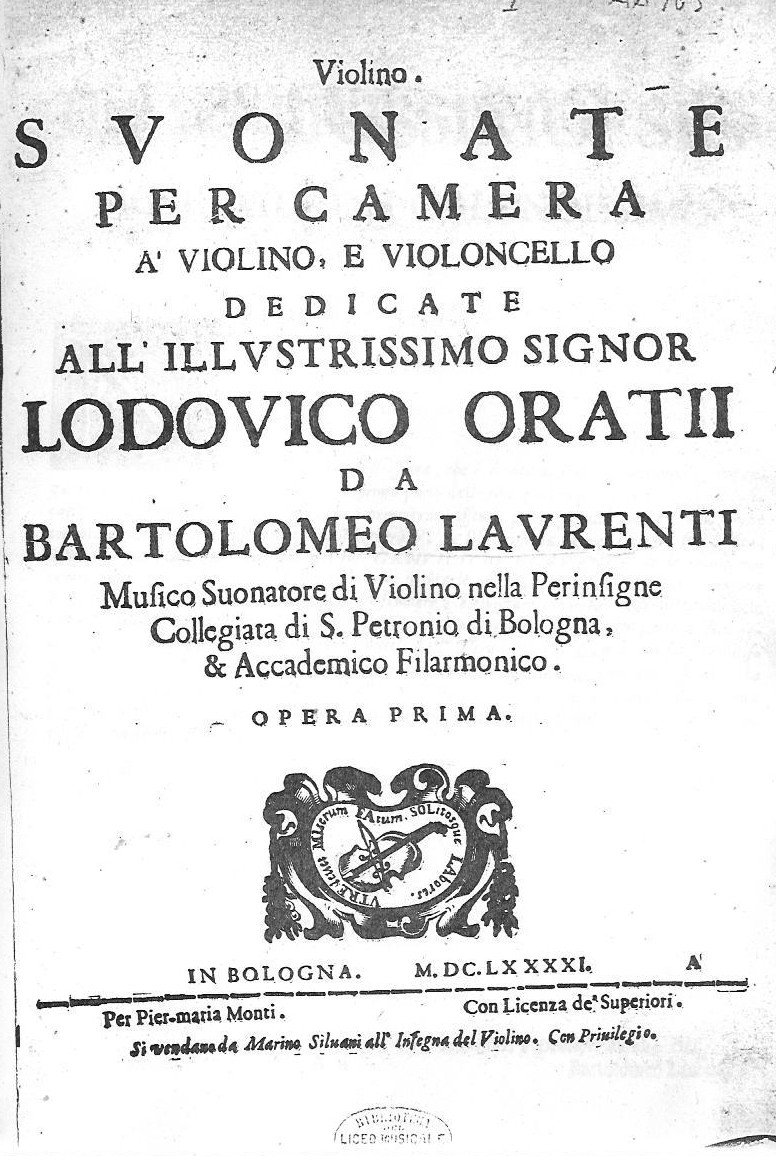
Titelseite von Op. 1

Bartolomeo Laurenti war Geiger an verschiedenen Kirchen Bolognas, darunter an der Basilika San Petronio. Sein Lehrer wahr Ercole Gaibara, der später auch Arcangelo Corelli unterrichtete. Laurenti bereiste als virtuoso zahlreiche Städte Oberitaliens und war Gründungsmitglied der 1666 gegründeten Accademia Filarmonica, sowie zweiter Geiger an San Petronio, dort teilte er das gleiche Pult mit dem Konzertmeister  Giuseppe Torelli, sie waren beide für die Soli in den Concerti grossi verantwortlich. Laurenti unterrichtete als Musiklehrer am Collegio San Francesco Saverio und gilt als wichtiger Ausbilder seiner Söhne Girolamo Nicolò Laurenti, Pietro Paolo Laurenti und Lodovoco Filipo Laurenti. In einem Dokument aus dem Jahr 1700 wird er als Maestro di violino e tromba marina erwähnt. Das Streichinstrument Tromba marina ersetzte damals in Nonnenklöstern vielfach die Trompete. 1706 wurde er an San Petronio bei der Weiterzahlung seines vollen Gehaltes pensioniert, was als ein selten gewährtes Privileg zu werten ist.
Die Familie Laurenti war eine bedeutende Musikerdynastie, die über mehrere Generationen zahlreiche Komponisten, Instrumental- und Gesangsvirtuosen in Norditalien stellte. Seine Tochter Antonia Maria Laurenti gehörte zu jener überteuerten, in der Musikgeschichte bekannt gewordenen italienischen Operntruppe, die Francesco Maria Veracini für die Hochzeit des Kurprinzen an den Dresdener Hof geholt hatte.

## Werk
Laurentis überliefertes Werk besteht ausschließlich aus Instrumentalwerken.
- 12 Suonate per camera für Violine und B. c. op. 1 (Bologna, 1691)
- Sonata per camera a violino e violoncello in h-moll, in einer Sammelausgabe von 1700
- Sei concerti a tre für Violine, Cello und Orgel op. 2 (Bologna, 1720) verschollen

## Diskografie
- 12 Suonate per camera Op. 1 für Violine, Cello & B. c., Ensemble Orfei Farnesiani, Label Tactus, 2002